# Simfonia núm. 22 (Weinberg)
La Simfonia núm. 22, op. 154, de Mieczysław Weinberg va ser composta entre el 1993 i el 1994.
Va ser l'última composició de Weinberg i la va deixar sense orquestrar a la seva mort dos anys després. El 2002 va ser orquestrada per Kiril·l Umanski i estrenada a Moscou el novembre següent.

## Moviments
- I. Fantasia: Lento – poco piu mosso – moderato – Adagio – Largo – Adagietto
- II. Intermezzo: Con moto
- III. Reminiscences: Adagio – Moderato

## Enregistraments
- Weinberg. Orchestral Music, Volume Two: Choreographic Symphony, opus 113; Symphony no. 22, opus 154. Siberian Symphony Orchestra/Dmitri Vassiliev (director). Toccata Classics TOCC 0313 TT: 71:54. Enregistrat a Omsk Philharmonic Hall, Omsk, Siberia. 11-12 de juliol de 2015.[2]